# Lijst van Eurocommissarissen voor Justitie
De functie van Europees commissaris voor Justitie is sinds het aantreden van de commissie-Delors III (1993) een functie binnen de Europese Commissie. Tussen 1993 en 2004 was de functie Justitie samengevoegd met Binnenlandse Zaken onder de titel Justitie en Binnenlandse Zaken. Sinds 2004 is de functie gescheiden van Binnenlandse Zaken.

## Benamingen
- Justitie en Binnenlandse Zaken (JBZ) (1993-2004)
- Justitie (2004-)

| # | Eurocommissaris voor Justitie | Eurocommissaris voor Justitie | Eurocommissaris voor Justitie | Termijn                              | Nationale partij | Europese Partij | Commissie     | Land      | Overige Portfolio(s)          |
| - | ----------------------------- | ----------------------------- | ----------------------------- | ------------------------------------ | ---------------- | --------------- | ------------- | --------- | ----------------------------- |
| 1 |                               |                               | Pádraig Flynn (1939)          | 6 januari 1993 – 24 januari 1995     | FF               | UVE             | Delors III    | Ierland   | Sociale Zaken Werkgelegenheid |
| 2 |                               |                               | Anita Gradin (1933)           | 25 januari 1995 – 15 september 1999  | SSAP             | PES             | Santer        | Zweden    |                               |
| 3 |                               | António Vitorino              | António Vitorino (1957)       | 16 september 1999 – 22 november 2004 | PS               | PES             | Prodi         | Portugal  |                               |
| 4 |                               | Franco Frattini               | Franco Frattini (1957-2022)   | 22 november 2004 – 8 mei 2008        | FZ               | EVP             | Barroso I     | Italië    |                               |
| 5 |                               | Jacques Barrot                | Jacques Barrot (1937–2014)    | 8 mei 2008 – 9 februari 2010         | UMP              | EVP             | Barroso I     | Frankrijk |                               |
| 6 |                               | Viviane Reding                | Viviane Reding (1951)         | 9 februari 2010 – 16 juli 2014       | CSV              | EVP             | Barroso II    | Luxemburg |                               |
| 7 |                               | Martine Reichert              | Martine Reicherts (1957)      | 16 juli 2014 – 1 november 2014       | LSAP             | PES             | Barroso II    | Luxemburg |                               |
| 8 |                               | Věra Jourová                  | Věra Jourová (1964)           | 1 november 2014 – 1 december 2019    | ANO 2011         | ALDE            | Juncker       | Tsjechië  |                               |
| 9 |                               | Didier Reynders               | Didier Reynders (1958)        | 1 december 2019 – heden              | MR               | ALDE            | Von der Leyen | België    |                               |

## Trivia
- Eurojust
- Europese erfrechtverordening
- Handvest van de grondrechten van de Europese Unie